# Palast in Falenty

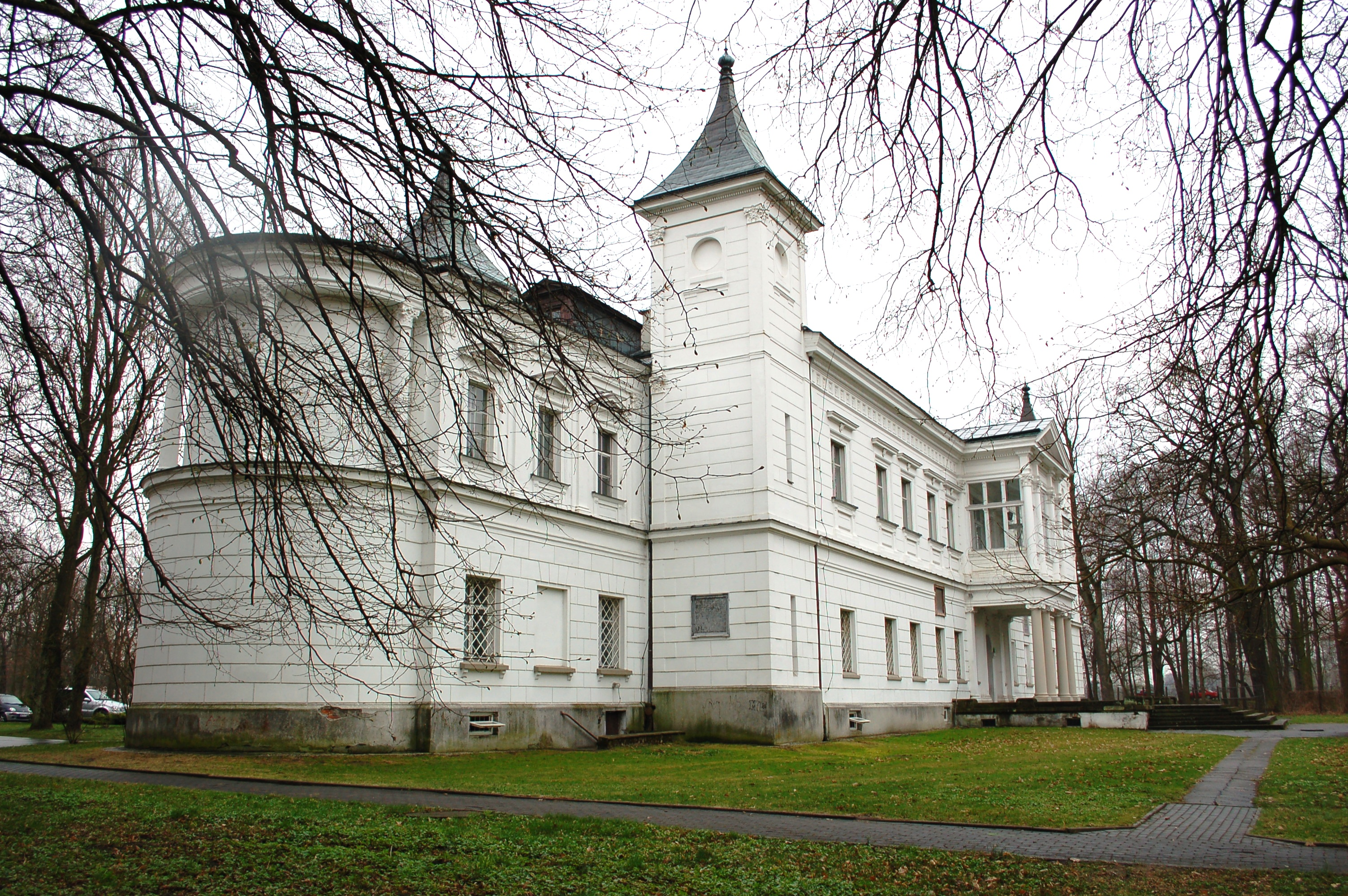
Seitenansicht aus nördlicher Richtung

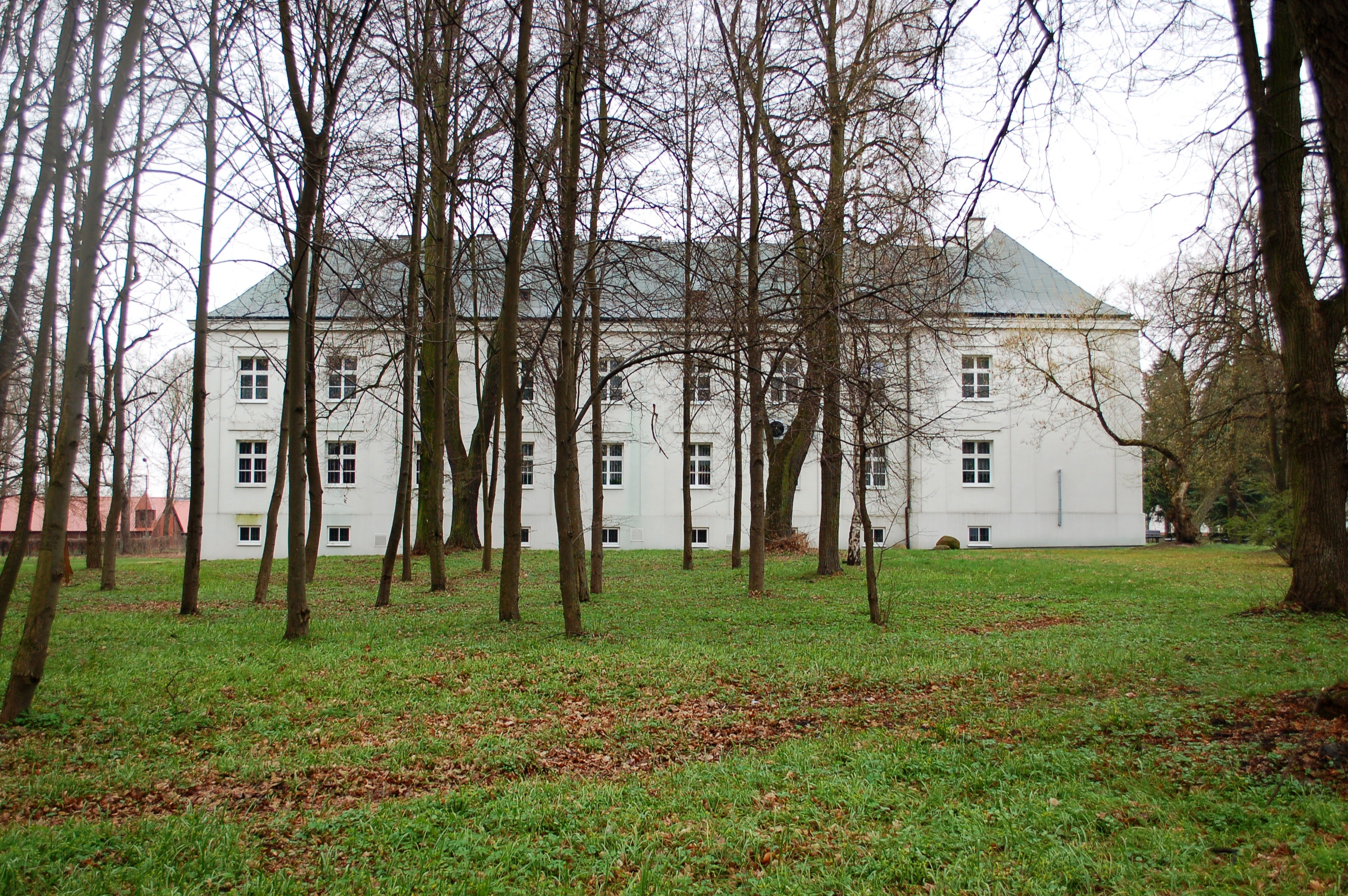
Das große Nebengebäude an der Nordseite des Innenhofes

Der Palast in Falenty (poln. Pałac w Falentach) ist eine frühbarocke Residenz aus der ersten Hälfte des siebzehnten Jahrhunderts. Falenty ist Teil der Landgemeinde Raszyn, die an Warschau im Südwesten angrenzt. Der Palast hat die Anschrift Aleja Hrabska 3. Heute befindet sich hier der Sitz der Hochschule für Wirtschaft und regionale Entwicklung.

## Geschichte
Für das Jahr 1533 ist bekannt, dass Falenty zum Besitz des Mikołaj Wolski gehörte, der hier über ein Herrenhaus aus Holz verfügte. Ein gemauerter Palast wurde um 1620 von Zygmunt Opacki, einem königlichen Kammerherrn errichtet. Er ist heute von einem englischen Landschaftspark umgeben, der seinerseits in einer Teichlandschaft eingebettet ist und über einzelne denkmalgeschützte Bäume verfügt. Im 17. Jahrhundert wurde dieser Palast öfters von polnischen Königen besucht, unter anderen hielten sich hier Sigismund III. Wasa und Władysław IV. sowie im März 1646 auch Königin Luisa Maria Gonzaga auf. Im Jahr 1670 empfing Wojciech Opacki hier die Habsburgerin und zukünftige Monarchin Polens, Eleonore Maria Josefa. In einigen älteren Quellen wird der Palast zu dieser Zeit – vermutlich wegen der häufigen königlichen Besuche – sogar als königliche Residenz bezeichnet.

### Zerstörungen
Während der “Schwedischen Sintflut” wurde das Gebäude zerstört. Im Jahr 1717 ließ der Woiwode von Czernihów, Franciszek Jan Załuski, den Palast wieder instand setzen. In Folge verkehrten hier viele Botschafter, so auch im Jahre 1717 der venezianische Botschafter Dolfin. Etwa 1787 modernisierten Piotr Tepper und sein adoptierter Neffe, der Bankier Piotr Fergusson Tepper – die zuvor die Güter Raszyn und Falenty gekauft hatten – das Gebäude nach einem Projekt von Simon Gottlieb Zug. Am Samstag, dem 21. Juli 1787 übernachtete König Stanisław August Poniatowski auf der Rückfahrt von einer Reise in die Ukraine im neuen Palast. Von Tepper gingen der Palast und die dazugehörenden Güter/Dörfer (Małe Falenty und Wielkie Falenty) im Jahr 1801 im Rahmen des Tepper-Bankrotts auf Thomas von Dangel über (Dangel war Gläubiger von Tepper). Unter Zofia von Dangel (Danglowa) wurde im Palast eine Gedenktafel zur Erinnerung an die 1809 geführte Schlacht von Raszyn (in deren Verlauf auch die Innenräume des Palastes brannten) und den folgenden Wiederaufbau des Gebäudes angebracht. 
Im Jahr 1839 kaufte der Warschauer Kaufmann Jan August Spiski das Anwesen. Er baute ein Gewächshaus und legte eine Blumenzüchtung an. Den Park ließ er vergrößern. Die alte Orangerie mit ihrem neogotischen Tor ist heute eine Ruine. 1845 gelangte das Ensemble in die Hände der Gräfin Maria Przeździecka (geb. Tyzenhauz) und des Grafen Aleksander Przeździecki. Von den Jahren 1852 bis 1857 führten sie eine Sanierung des Palastes durch, dabei wurde auch ein stattliches Nebengebäude errichtet. Das Projekt zu den Arbeiten stammte von Francesco Maria Lanci. In den Jahren 1872 bis 1909 waren Gustaw Przezdziecki und seine Tochter Sophia Czetwertyńska die Besitzer des Palastes. Über ihre Heirat 1925 mit dem Grafen Adam Remigiusz Grocholski, einem Adjutanten von Józef Piłsudski gelangte das Anwesen (bis 1939) in den Besitz der Familie Grocholski.

### Krieg und Nachkriegszeit
Während des Zweiten Weltkriegs diente der Palast als Erholungsheim für hohe Offiziere der SS und der Gestapo. Der SS-Kommandeur Ludwig Hahn hielt sich hier häufig auf. Im Jahr 1945 wurde der Palast vom polnischen Staat übernommen und hier eine Geschäftsstelle des Obersten Kontrollkammer (poln. Najwyższa Izba Kontroli) eingerichtet. Von 1952 an nutzte der polnische Staatsrat (poln. Rady Państwa) das Anwesen. Der Anpassungsumbau zur Büronutzung 1956 durch den Architekten Feliks Kanclerz führte zu einem Verlust des vormaligen Charmes der Innenraumgestaltung. Zeitgleich wurde von der Landschaftsarchitektin Barbara Chrzanowska der Park neu gestaltet. Ab 1964 befand sich hier das Institut für die Melioration und Bewirtschaftung von Grünland (poln. Instytut Melioracji i Użytków Zielonych) und seit dem Jahr 2002 bis heute die Hochschule für Wirtschaft und regionale Entwicklung (poln. Wyższa Szkoła Przedsiębiorczości i Rozwoju Regionalnego).